# جیسون بلانت
جیسون بلانت (انگلیسی: Jason Blunt؛ زادهٔ ۱۶ اوت ۱۹۷۷) بازیکن فوتبال اهل بریتانیا است.
از باشگاه‌هایی که در آن بازی کرده‌است می‌توان به باشگاه فوتبال لیدز یونایتد، باشگاه فوتبال دونکستر راورز، باشگاه فوتبال یئوویل تاون، باشگاه فوتبال بلکپول، باشگاه فوتبال تاموورث، و باشگاه فوتبال گایزلی اشاره کرد.
وی همچنین در تیم ملی فوتبال زیر ۱۸ سال انگلستان بازی کرده‌است.